# Теорема Рамсея
Теорема Рамсея — теорема комбинаторики о разбиениях множеств, сформулированная и доказанная английским математиком Фрэнком Рамсеем в 1930 году. Встречается в литературе в разных формулировках. Эта теорема положила начало теории Рамсея.

## Формулировки

### Теоретико-множественная формулировка

#### Частный случайN(p,q,r)
Пусть {\displaystyle p}, {\displaystyle q} и {\displaystyle r} — натуральные числа, причём {\displaystyle p,\;q\geqslant r}.
Тогда существует число {\displaystyle N=N(p,\;q,\;r)}, обладающее следующим свойством: если все {\displaystyle r}-элементные подмножества {\displaystyle N}-элементного множества {\displaystyle S} произвольным образом разбиты на два непересекающихся семейства {\displaystyle \alpha } и {\displaystyle \beta }, то либо существует {\displaystyle p}-элементное подмножество множества {\displaystyle S}, все {\displaystyle r}-элементные подмножества которого содержатся в {\displaystyle \alpha }, либо существует {\displaystyle q}-элементное подмножество, все {\displaystyle r}-элементные подмножества которого содержатся в {\displaystyle \beta }.

#### Общий случай
Пусть множество {\displaystyle S} имеет {\displaystyle N} элементов. Рассмотрим его {\displaystyle r}-подмножества {\displaystyle r\geqslant 1}, обозначим совокупность всех этих подмножеств {\displaystyle P_{r}(S)}, упорядоченные {\displaystyle t}-разбиения {\displaystyle P_{r}(S)=A_{1}\cup A_{2}\cup \ldots \cup A_{t}}, числа {\displaystyle q_{1},\ q_{2},\ \ldots ,\ q_{t}}, задающие разбиение {\displaystyle 1\leqslant r\leqslant q_{1},\;q_{2},\;\ldots ,\;q_{t}}.
Тогда для любого упорядоченного {\displaystyle t}-разбиения множества {\displaystyle P_{r}(S)} существует такое минимальное число {\displaystyle N(q_{1},\;q_{2},\;\ldots ,\;q_{t};\;r)}, что если {\displaystyle N\geqslant N(q_{1},\;q_{2},\;\ldots ,\;q_{t};\;r)}, то существует {\displaystyle (q_{i},\;A_{i})} — подмножество множества {\displaystyle S}, то есть такое {\displaystyle q_{i}}-подмножество множества {\displaystyle S}, все {\displaystyle r}-подмножества которого содержатся в {\displaystyle A_{i},\ 1\leqslant t\leqslant t}.

### Формулировка на языке теории графов
Для любых {\displaystyle c} натуральных чисел {\displaystyle n_{1},\ n_{2},\ \ldots ,\ n_{c}} в любой {\displaystyle c}-цветной раскраске рёбер достаточно большого полного графа содержится полный подграф с {\displaystyle n_{i}} вершинами для некоторого цвета {\displaystyle i}. В частности, для любых {\displaystyle r} и {\displaystyle s}, достаточно большой полный граф двухцветной (чёрно-белой) раскраски, содержит либо полный чёрный подграф из {\displaystyle r} вершин, либо полный белый подграф из {\displaystyle s} вершин.

## Числа Рамсея

Двухцветная раскраска без одноцветных треугольников.

Минимальное число {\displaystyle R(r,\;s)}, при котором это[что?] выполнено, называют числом Рамсея.
Например, равенство {\displaystyle R(3,\;3)=6} означает, что с одной стороны в любой двухцветной раскраске полного графа {\displaystyle K_{6}} найдётся одноцветный треугольник, а с другой стороны — то, что полный граф {\displaystyle K_{5}} допускает двухцветную раскраску без одноцветных треугольников.
В общем случае для {\displaystyle c}-цветной раскраски используется обозначение {\displaystyle R(n_{1},\;n_{2},\;\ldots ,\;n_{c})} для минимального числа вершин, обеспечивающего существование {\displaystyle K_{n_{i}}} для некоторого цвета {\displaystyle i}.

## Доказательство теоремы Рамсея

### Двухцветный случай
Лемма 1. {\displaystyle R(r,\;s)\leqslant R(r-1,\;s)+R(r,\;s-1).}
Доказательство. Докажем с помощью метода математической индукции по {\displaystyle r+s}.
База индукции. {\displaystyle R(n,\;1)=R(1,\;n)=1}, так как 1-вершинный граф можно считать полным графом любого цвета.
Индукционный переход. Пусть {\displaystyle r>1} и {\displaystyle s>1}. Рассмотрим полный чёрно-белый граф из {\displaystyle R(r-1,\;s)+R(r,\;s-1)} вершин. Возьмём произвольную вершину {\displaystyle v} и обозначим через {\displaystyle M} и {\displaystyle N} множества инцидентные {\displaystyle v} в чёрном и белом подграфе соответственно. Так как в графе {\displaystyle R(r-1,\;s)+R(r,\;s-1)=|M|+|N|+1} вершин, согласно принципу Дирихле (комбинаторика), либо {\displaystyle |M|\geqslant R(r-1,\;s)}, либо {\displaystyle |N|\geqslant R(r,\;s-1)}.
Пусть {\displaystyle |M|\geqslant R(r-1,\;s)}. Тогда либо в {\displaystyle M} (и следовательно во всём графе) есть белый {\displaystyle K_{s}}, что завершает доказательство, либо в {\displaystyle M} есть чёрный {\displaystyle K_{r-1}}, который вместе с {\displaystyle v} образует чёрный {\displaystyle K_{r}}. Случай {\displaystyle |N|\geqslant R(r,\;s-1)} рассматривается аналогично.
Замечание. Если {\displaystyle R(r-1,\;s)} и {\displaystyle R(r,\;s-1)} оба чётны, неравенство можно усилить: {\displaystyle R(r,\;s)\leqslant R(r-1,\;s)+R(r,\;s-1)-1}.
Доказательство. Предположим, {\displaystyle p=R(r-1,\;s)} и {\displaystyle q=R(r,\;s-1)} оба чётны. Положим {\displaystyle t=p+q-1} и рассмотрим чёрно-белый граф из {\displaystyle t} вершин. Если {\displaystyle d_{i}} степень {\displaystyle i}-й вершины в чёрном подграфе, то, согласно лемме о рукопожатиях, {\displaystyle \sum _{i=1}^{t}d_{i}} — чётно. Поскольку {\displaystyle t} нечётно, должно существовать чётное {\displaystyle d_{i}}. Для определённости положим, что {\displaystyle d_{1}} чётно. Обозначим через {\displaystyle M} и {\displaystyle N} вершины инцидентные вершине 1 в чёрном и белом подграфах соответственно. Тогда {\displaystyle |M|=d_{1}} и {\displaystyle |N|=t-1-d_{1}} оба чётны. Согласно принципу Дирихле (комбинаторика), либо {\displaystyle |M|\geqslant p-1}, либо {\displaystyle N\geqslant q}. Так как {\displaystyle |M|} чётно, а {\displaystyle p-1} нечётно, первое неравенство можно усилить, так что либо {\displaystyle |M|\geqslant p}, либо {\displaystyle |N|\geqslant q}.
Предположим {\displaystyle |M|\geqslant p=R(r-1,\;s)}. Тогда либо подграф, порождённый множеством {\displaystyle M}, содержит белый {\displaystyle K_{s}} и доказательство завершено, либо он содержит чёрный {\displaystyle K_{r-1}}, который вместе с вершиной 1 образует чёрный {\displaystyle K_{r}}. Случай {\displaystyle |N|\geqslant q=R(r,\;s-1)} рассматривается аналогично.

### Случай большего количества цветов.
Лемма 2. Если {\displaystyle c>2}, то {\displaystyle R(n_{1},\;\ldots ,\;n_{c})\leqslant R(n_{1},\;\ldots ,\;n_{c-2},\;R(n_{c-1},\;n_{c})).}
Доказательство. Рассмотрим граф из {\displaystyle R(n_{1},\;\ldots ,\;n_{c-2},\;R(n_{c-1},\;n_{c}))} вершин и окрасим его рёбра {\displaystyle c} цветами. Будем временно считать цвета {\displaystyle c-1} и {\displaystyle c} одним цветом. Тогда граф становится {\displaystyle (c-1)}-цветным. Согласно определению числа {\displaystyle R(n_{1},\;\ldots ,\;n_{c-2},\;R(n_{c-1},\;n_{c}))}, такой граф либо содержит {\displaystyle K_{n_{i}}} для некоторого цвета {\displaystyle i}, такого что {\displaystyle 1\leqslant i\leqslant c-2} либо {\displaystyle K_{R(n_{c-1},\;n_{c})}}, окрашенный общим цветом {\displaystyle c-1} и {\displaystyle c}. В первом случае доказательство завершено. Во втором случае вернём прежние цвета и заметим, что, по определению числа Рамсея, полный {\displaystyle R(n_{c-1},\;n_{c})} — вершинный граф содержит либо {\displaystyle K_{n_{c-1}}} цвета {\displaystyle c-1}, либо {\displaystyle K_{n_{c}}} цвета {\displaystyle c}, так что утверждение полностью доказано.
Из леммы 1 следует конечность чисел Рамсея для {\displaystyle c=2}. Отсюда, на основании леммы 2, следует конечность {\displaystyle R(n_{1},\;\ldots ,\;n_{c})} для любого {\displaystyle c}. Это доказывает теорему Рамсея.

## Значения чисел Рамсея

### Таблица значений
Для {\displaystyle N(q_{1},\;q_{2},\;\ldots ,\;q_{t};\;t)} при {\displaystyle t>2} имеется очень мало данных. Следующая таблица значений чисел Рамсея для {\displaystyle N(q_{1},\;q_{2};\;2)} взята из таблицы Радзишевского, данные приведены по состоянию на 2020 год.
| {\displaystyle r,\ s} | 1 | 2  | 3        | 4         | 5          | 6          | 7           | 8           | 9           | 10           |
| --------------------- | - | -- | -------- | --------- | ---------- | ---------- | ----------- | ----------- | ----------- | ------------ |
| 1                     | 1 | 1  | 1        | 1         | 1          | 1          | 1           | 1           | 1           | 1            |
| 2                     | 1 | 2  | 3        | 4         | 5          | 6          | 7           | 8           | 9           | 10           |
| 3                     | 1 | 3  | 6        | 9         | 14         | 18         | 23          | 28          | 36          | [40, 41]     |
| 4                     | 1 | 4  | 9        | 18        | 25         | [36, 40]   | [49, 58]    | [59, 79]    | [73, 105]   | [92, 135]    |
| 5                     | 1 | 5  | 14       | 25        | [43, 46]   | [59, 85]   | [80, 133]   | [101, 193]  | [133, 282]  | [149, 381]   |
| 6                     | 1 | 6  | 18       | [36, 40]  | [59, 85]   | [102, 160] | [115, 270]  | [134, 423]  | [183, 651]  | [204, 944]   |
| 7                     | 1 | 7  | 23       | [49, 58]  | [80, 133]  | [115, 270] | [205, 492]  | [219, 832]  | [252, 1368] | [292, 2119]  |
| 8                     | 1 | 8  | 28       | [59, 79]  | [101, 193] | [134, 423] | [219, 832]  | [282, 1518] | [329, 2662] | [343, 4402]  |
| 9                     | 1 | 9  | 36       | [73, 105] | [133, 282] | [183, 651] | [252, 1368] | [329, 2662] | [565, 4956] | [581, 8675]  |
| 10                    | 1 | 10 | [40, 41] | [92, 135] | [149, 381] | [204, 944] | [292, 2119] | [343, 4402] | [581, 8675] | [798, 16064] |

Прим: Значения диагональных чисел Рамсея {\displaystyle R(n,\;n)} выделены жирным.

### Асимптотические оценки
Из неравенства {\displaystyle R(r,\;s)\leqslant R(r-1,\;s)+R(r,\;s-1)} вытекает, что
{\displaystyle R(r,\;s)\leqslant {\binom {r+s-2}{r-1}}.}
В частности отсюда вытекает верхняя граница полученная Эрдёшем и Секерешем в 1935 году:
{\displaystyle R(s,\;s)\leqslant (1+o(1)){\frac {4^{s-1}}{\sqrt {\pi s}}}.}
Нижняя граница получена Эрдёшем в 1947 году с помощью его вероятностного метода:
{\displaystyle R(s,\;s)\geqslant (1+o(1)){\frac {s}{{\sqrt {2}}e}}2^{s/2},}
Эрдёш полагал, что в случае крайней необходимости человечество ещё способно найти {\displaystyle R(5,\;5)}, но не {\displaystyle R(6,\;6)}.
Известна также найденная Кимом в 1995 году оценка {\displaystyle R(3,\;t)\geqslant \left({\frac {1}{162}}+o(1)\right){\frac {t^{2}}{\ln {t}}}}. В сочетании с оценкой {\displaystyle R(3,\;t)\leqslant (1+o(1)){\frac {t^{2}}{\ln {t}}}} это неравенство задаёт порядок роста величины {\displaystyle R(3,\;t)=\Theta \left({\frac {t^{2}}{\ln {t}}}\right)}.
В 2023 году Кампос, Гриффитс, Моррис и Сахасрабух улучшили верхнюю границу:
{\displaystyle R(s,\;s)\leqslant (4-2^{-7})^{s}.}

## Вариации и обобщения
- Теорема Эрдёша — Радо — обобщение теоремы Рамсея на несчётные множества.

- Теория Рамсея — раздел математики, изучающий условия, при которых в произвольно формируемых математических объектах обязан появиться некоторый порядок.